# Saint-Denis - Université (métro de Paris)
Saint-Denis - Université est une station de la ligne 13 du métro de Paris, située avenue de Stalingrad au nord de la commune de Saint-Denis, en limite de celle de Pierrefitte-sur-Seine et à proximité de Stains, dans le département de la Seine-Saint-Denis. C'est le terminus de la ligne 13 sur sa branche nord-est ainsi que la station la plus septentrionale de tout le réseau métropolitain parisien.

## Histoire
Le prolongement de la ligne 13 vers l'université Paris-VIII, à la limite de Stains, Saint-Denis et Pierrefitte, est envisagé dès les années 1970 mais la ligne s'arrête provisoirement à Basilique de Saint-Denis.
La station, à laquelle est adjointe une gare routière où convergent plusieurs lignes de bus, est ouverte le 25 mai 1998 en présence du ministre des Transports Jean-Claude Gayssot après un investissement 525 millions d'euros (financés à 70 % supportés par la Région).
Prévu initialement pour 1999, un parking relais de 300 places en silo est inauguré en septembre 2001 à proximité en présence des élus et du préfet de région, car il devait préfigurer les futurs équipements de transports intermodaux du Plan de déplacements urbains de l'Île-de-France.
Le nom de la station vient de sa proximité immédiate de l'Université Paris-VIII à Saint-Denis.
En 2004, le gouvernement choisit le site pour y implanter le nouveau siège des Archives nationales. Prévue en 2009, l'ouverture a lieu en 2013.
La station enregistre 4 770 181 voyageurs en 2019 ce qui la place à la 88e position des stations de métro pour sa fréquentation.
En 2020, avec la crise du Covid-19, 2 626 602 voyageurs sont entrés dans cette station ce qui la place à la 72e position des stations de métro pour sa fréquentation.
En 2021, la fréquentation remonte progressivement, avec 3 569 990 voyageurs qui sont entrés dans cette station ce qui la place à la 74e position des stations de métro pour sa fréquentation.

## Services aux voyageurs

### Accès
Il existe deux accès :
- l'accès no 1 « Université - Archives Nationales donne sur la gare routière » ;
- l'accès no 2 « Avenue de Stalingrad » face l'université de Paris VIII.

Accès à la station
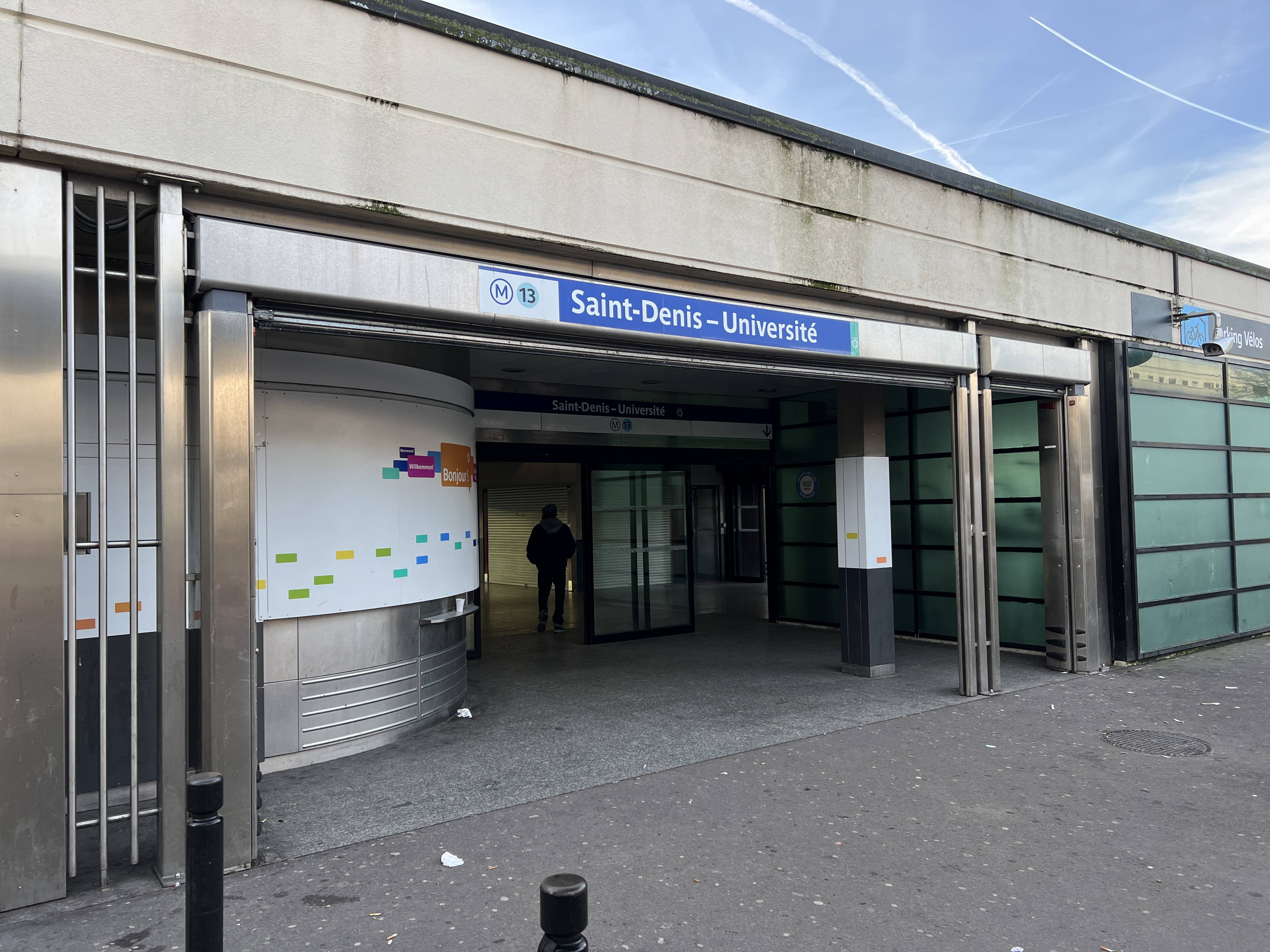
L'accès no 1 « Université ».
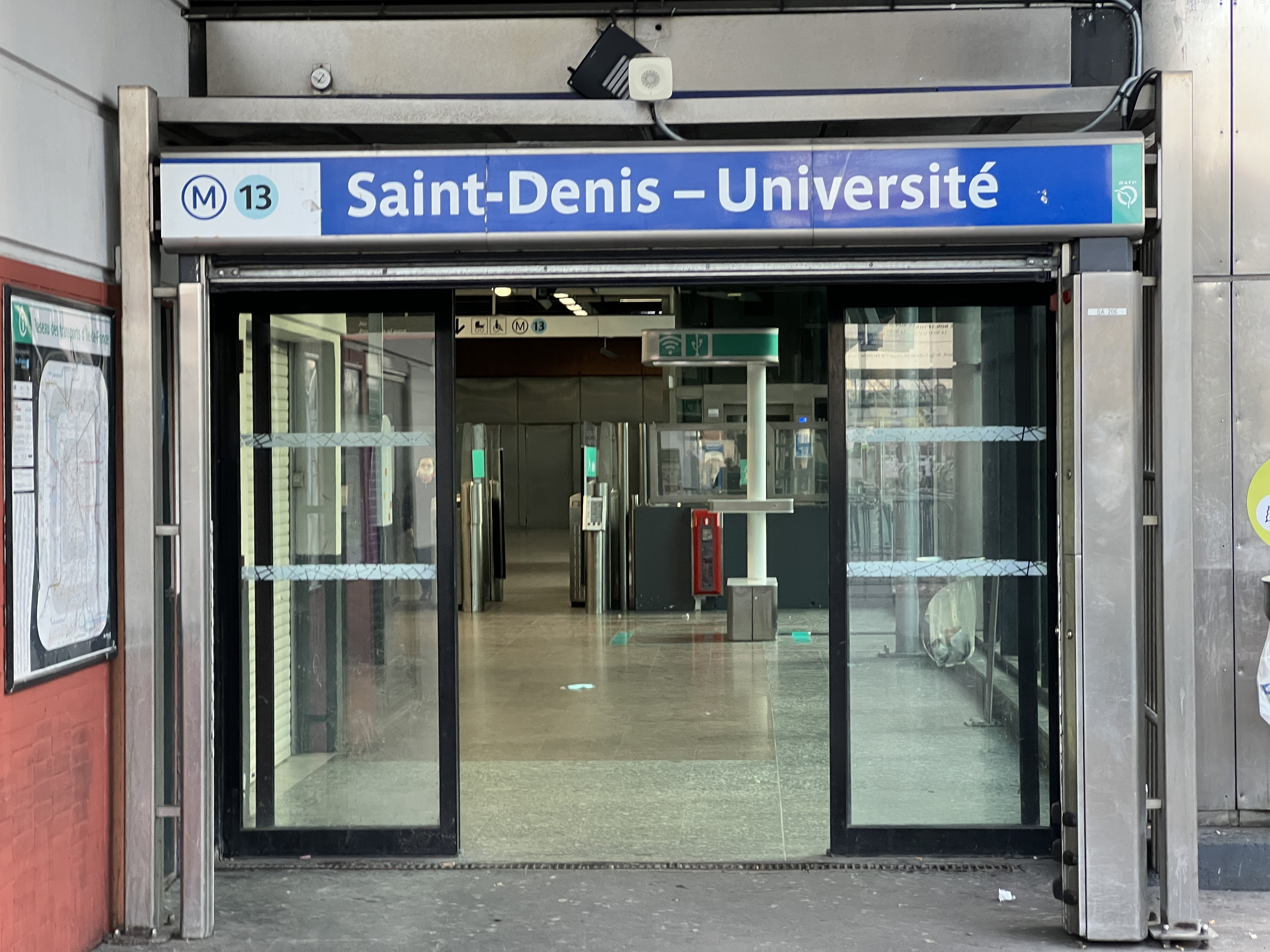
L'accès no 2 « Avenue de Stalingrad ».
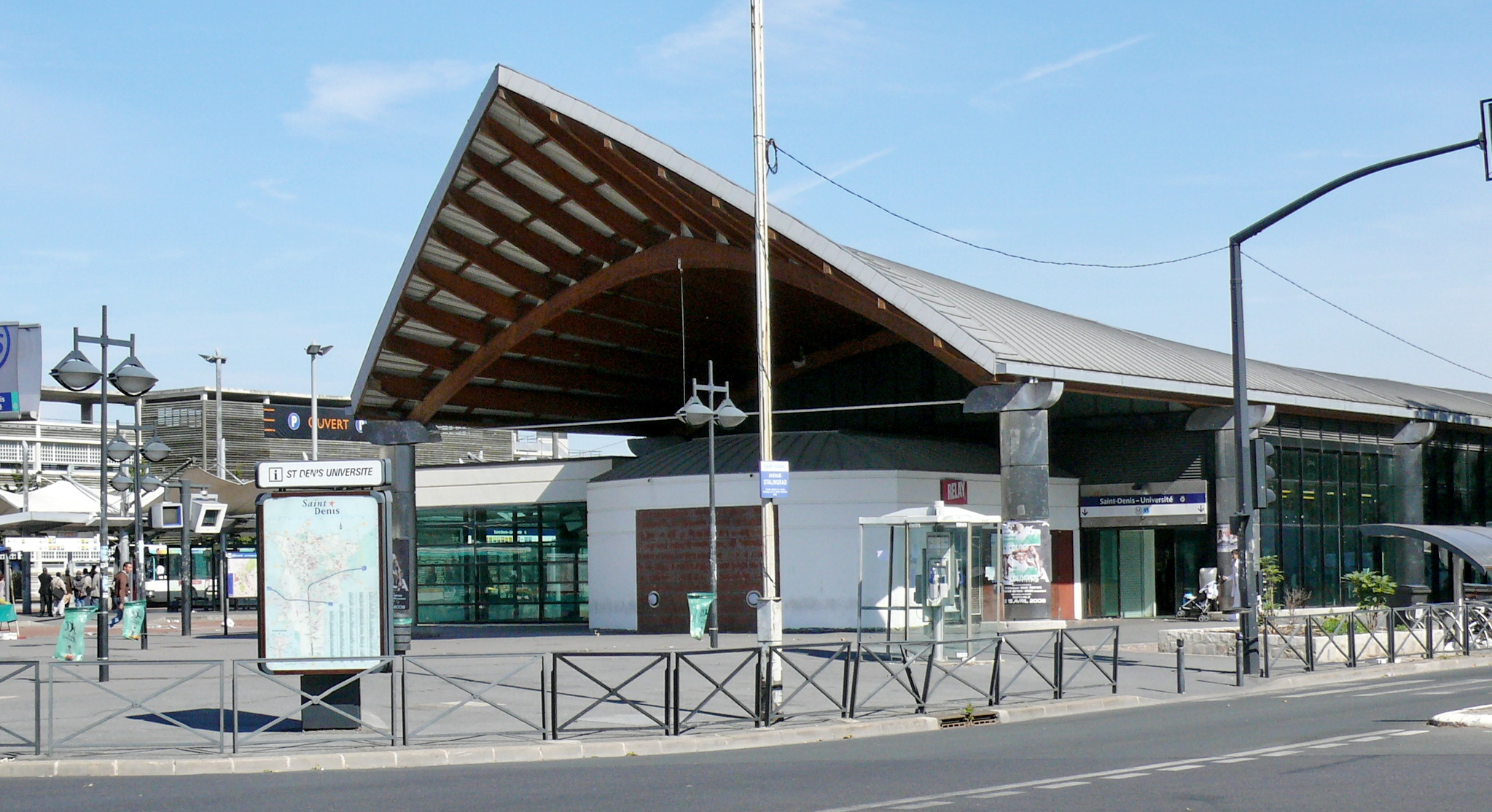
L'extérieur de la station. La gare routière se trouve derrière le bâtiment.

### Quais
Les deux quais encadrant les deux voies sont établis à fleur de sol sous une dalle sur laquelle est construite un vaste hall d'accueil. Il n'y a donc pas de niveau intermédiaire entre la surface et les quais, situation très inhabituelle pour le métro de Paris. 
Les quais sont en forme de « I », comme à la station Basilique de Saint-Denis : larges aux deux extrémités, des locaux professionnels réduisent leur largeur au centre. Les voies se prolongent au-delà de la ligne ouverte au public, vers un point de retournement et des voies de garage.

### Intermodalité
La gare routière est desservie par les lignes 168, 253, 255, 256, 268, 353 et 356 du réseau de bus RATP et par la ligne 11 du réseau de bus Roissy Ouest. Depuis le 29 juillet 2013, il est possible de rejoindre le T5 à la station Guynemer, située à faible distance.
La nuit, une correspondance avec la ligne N44 du Noctilien est possible à faible distance.
Le 5 novembre 2015, la station bénéficie de la première consigne sécurisée pour vélos Véligo (52 places) de la ligne 13 au tarif de 30 € par an,. 
Depuis mai 2024, des navettes « aérobus » sont mises en service dans la gare routière afin de rejoindre l'Aéroport de Paris-Beauvais.

## À proximité
- Université Paris-VIII
- Site des archives nationales à Pierrefitte-sur-Seine[13].
- Église Sainte-Jeanne d'Arc de la Mutualité

## Projet de prolongement de la ligne 13
Un prolongement ultérieur de la ligne 13 vers Stains-La Cerisaie, inscrit dans le Schéma directeur de la région Île-de-France (SDRIF) adopté en 2008 par le Conseil régional, n'est plus envisagé pour le moment. Ce projet ne figure plus dans la nouvelle version du SDRIF adoptée le 18 octobre 2013 et approuvée par décret du 27 décembre 2013.